# Тюмень-дубль
МФК «Тюмень-дубль» — российский мини-футбольный клуб из Тюмени. Домашние матчи проводит в Ялуторовске. Играет в Высшей лиге в конференции «Восток». Является фарм-клубом мини-футбольного клуба «Тюмень», выступающего в Суперлиге.

## Прежние названия клуба
- 2007—2012 Тобол-Тюмень-2
- 2012—2013 Тюмень-2
- 2013—2017 Ишим-Тюмень-2
- 2017—н.в. Тюмень-д

## История
В 2007 году «Тюмень-Д», вторая команда мини-футбольного клуба «Тюмень», заняла первое место в Первой лиге, третьем дивизионе в структуре российского мини-футбола. По результатам сезона руководством клуба было принято решение о создании команды на более высоком уровне — в Высшей лиге. Данная команда была создана в Тобольске и получила название «Тобол-Тюмень-2».

Логотип Тобол-Тюмень-2

В первом же сезоне (2007—2008) «Тобол-Тюмень-2» сумел выйти в плей-офф первенства и выиграть по его итогам бронзовые медали. В сезоне 2008—2009 он вновь вышел плей-офф и на этот раз стал четвёртым.
Сезоны 2012/13 и 2015/16 оказались самыми успешными в истории клуба — команда стала чемпионом в Высшей лиге.
Стоит отметить, что в сезонах 2015/16 и 2016/17 в Высшей лиге участвовали два фарм-клуба «Тюмени»: «Ишим-Тюмень-2» и «Тюмень-Д».
В 2017 году клуб сменил название на «Тюмень-дубль». Также клуб стал базироваться в Ялуторовске.

## Выступления в Чемпионатах России
| Сезон   | Лига                               | Занятое место                    |
| ------- | ---------------------------------- | -------------------------------- |
| 2007/08 | Высшая Лига (II)                   | 5 (плей-офф: 3)                  |
| 2008/09 | Высшая Лига (II)                   | 6 (плей-офф: 4)                  |
| 2009/10 | Высшая Лига (II)                   | 4                                |
| 2010/11 | Высшая Лига (II)                   | 3                                |
| 2011/12 | Высшая Лига (II)                   | 2                                |
| 2012/13 | Высшая Лига (II)                   | 1                                |
| 2013/14 | Высшая Лига (II)                   | 4                                |
| 2014/15 | Высшая Лига (II)                   | 4                                |
| 2015/16 | Высшая Лига (Западная Сибирь) (II) | «Ишим-Тюмень-2»: 1 (плей-офф: 1) |
| 2015/16 | Высшая Лига (Западная Сибирь) (II) | «Тюмень-Д»: 5                    |
| 2016/17 | Высшая Лига (Восток) (II)          | «Ишим-Тюмень-2»: 5               |
| 2016/17 | Высшая Лига (Восток) (II)          | «Тюмень-Д»: 13                   |
| 2017/18 | Высшая Лига (Восток) (II)          | 4                                |
| 2018/19 | Высшая Лига (Восток) (II)          | 7                                |
| 2019/20 | Высшая Лига (Восток) (II)          | 3 (плей-офф: 1/4 финала)         |
| 2020/21 | Высшая Лига (Восток) (II)          | 9                                |
| 2021/22 | Высшая Лига (Восток) (II)          | 8 (плей-офф: 1/8 финала)         |
| 2022/23 | Высшая Лига (Восток) (II)          | 6 (плей-офф: 1/8 финала)         |
| 2023/24 | Высшая Лига (Восток) (II)          | 7 (плей-офф: 1/8 финала)         |
| 2024/25 | Высшая Лига (Восток) (II)          | 3 (плей-офф: 1/8 финала)         |